# Markus Soomets
Markus Soomets (Tartu, 2 marzo 2000) è un calciatore estone, centrocampista dello Start e della nazionale estone.

## Caratteristiche tecniche
È un centrocampista centrale.

## Carriera

### Club
Ha giocato nella prima divisione estone.
Il 9 luglio 2025 è stato tesserato dai norvegesi dello Start, per cui ha firmato un contratto fino al 31 dicembre 2027.

### Nazionale
Ha giocato nelle nazionali giovanili estoni Under-17, Under-18 ed Under-21.
L'11 novembre 2020 ha debuttato con la nazionale maggiore giocando l'amichevole persa 4-0 contro l'Italia.

## Statistiche

### Cronologia presenze e reti in nazionale
| Cronologia completa delle presenze e delle reti in nazionale ― Lituania | Cronologia completa delle presenze e delle reti in nazionale ― Lituania | Cronologia completa delle presenze e delle reti in nazionale ― Lituania | Cronologia completa delle presenze e delle reti in nazionale ― Lituania | Cronologia completa delle presenze e delle reti in nazionale ― Lituania | Cronologia completa delle presenze e delle reti in nazionale ― Lituania | Cronologia completa delle presenze e delle reti in nazionale ― Lituania | Cronologia completa delle presenze e delle reti in nazionale ― Lituania |
| Data                                                                    | Città                                                                   | In casa                                                                 | Risultato                                                               | Ospiti                                                                  | Competizione                                                            | Reti                                                                    | Note                                                                    |
| ----------------------------------------------------------------------- | ----------------------------------------------------------------------- | ----------------------------------------------------------------------- | ----------------------------------------------------------------------- | ----------------------------------------------------------------------- | ----------------------------------------------------------------------- | ----------------------------------------------------------------------- | ----------------------------------------------------------------------- |
| 11-11-2020                                                              | Firenze                                                                 | Italia                                                                  | 4 – 0                                                                   | Estonia                                                                 | Amichevole                                                              | -                                                                       |                                                                         |
| 18-11-2020                                                              | Tbilisi                                                                 | Georgia                                                                 | 0 – 0                                                                   | Estonia                                                                 | UEFA Nations League 2020-2021 - 1º turno                                | -                                                                       | 60’ 79’                                                                 |
| 1-6-2021                                                                | Vilnius                                                                 | Lituania                                                                | 0 – 1                                                                   | Estonia                                                                 | Coppa del Baltico 2021                                                  | -                                                                       | 68’                                                                     |
| 4-6-2021                                                                | Helsinki                                                                | Finlandia                                                               | 0 – 1                                                                   | Estonia                                                                 | Amichevole                                                              | -                                                                       | 65’                                                                     |
| 13-11-2021                                                              | Bruxelles                                                               | Belgio                                                                  | 3 – 1                                                                   | Estonia                                                                 | Qual. Mondiali 2022                                                     | -                                                                       | 79’                                                                     |
| 5-6-2022                                                                | Pamplona                                                                | Argentina                                                               | 5 – 0                                                                   | Estonia                                                                 | Amichevole                                                              | -                                                                       |                                                                         |
| 9-6-2022                                                                | Ta' Qali                                                                | Malta                                                                   | 1 – 2                                                                   | Estonia                                                                 | UEFA Nations League 2022-2023 - 1º turno                                | -                                                                       |                                                                         |
| 13-6-2022                                                               | Tirana                                                                  | Albania                                                                 | 0 – 0                                                                   | Estonia                                                                 | Amichevole                                                              | -                                                                       | 52’                                                                     |
| 23-9-2022                                                               | Tallinn                                                                 | Estonia                                                                 | 2 – 1                                                                   | Malta                                                                   | UEFA Nations League 2022-2023 - 1º turno                                | -                                                                       |                                                                         |
| 26-9-2022                                                               | Serravalle                                                              | San Marino                                                              | 0 – 4                                                                   | Estonia                                                                 | UEFA Nations League 2022-2023 - 1º turno                                | -                                                                       |                                                                         |
| 19-11-2022                                                              | Tallinn                                                                 | Estonia                                                                 | 2 – 0                                                                   | Lituania                                                                | Coppa del Baltico 2022                                                  | -                                                                       |                                                                         |
| 8-1-2023                                                                | Albufeira                                                               | Estonia                                                                 | 1 – 1                                                                   | Islanda                                                                 | Amichevole                                                              | -                                                                       | 90’                                                                     |
| 21-3-2024                                                               | Varsavia                                                                | Polonia                                                                 | 5 – 1                                                                   | Estonia                                                                 | Qual. Euro 2024                                                         | -                                                                       | 82’                                                                     |
| 26-3-2024                                                               | Helsinki                                                                | Finlandia                                                               | 2 – 1                                                                   | Estonia                                                                 | Amichevole                                                              | -                                                                       | 88’                                                                     |
| 16-11-2024                                                              | Qəbələ                                                                  | Azerbaigian                                                             | 0 – 0                                                                   | Estonia                                                                 | UEFA Nations League 2024-2025 - 1º turno                                | -                                                                       | 88’                                                                     |
| 22-3-2025                                                               | Debrecen                                                                | Israele                                                                 | 2 – 1                                                                   | Estonia                                                                 | Qual. Mondiali 2026                                                     | -                                                                       | 40’, 87’                                                                |
| 6-6-2025                                                                | Tallinn                                                                 | Estonia                                                                 | 1 – 3                                                                   | Israele                                                                 | Qual. Mondiali 2026                                                     | -                                                                       | 55’                                                                     |
| Totale                                                                  |                                                                         | Presenze                                                                | 17                                                                      |                                                                         | Reti                                                                    | 0                                                                       |                                                                         |

## Palmarès

### Club

#### Competizioni nazionali
- Campionato estone: 2

Flora Tallinn: 2022, 2023
- Supercoppa d'Estonia: 1

Flora Tallinn: 2024

#### Competizioni internazionali
- Coppa della Livonia: 1

Flora Tallinn: 2023